# Emily C. Duncan
Emily Cornelius Forbes, conocida como Emily C. Duncan, (Coral, Illinois, 1849 - 1934) fue una inventora estadounidense de calculadoras, por las que recibió dos patentes en 1903 y 1904 para calculadoras relacionadas con la banca.

## Trayectoria
Duncan nació en 1849 en Coral, Illinois como Emily Cornelius Forbes y más tarde residió en Centralia, Wisconsin (que más tarde se convirtió en Wisconsin Rapids) y Jennings, Louisiana. Inventó nuevas calculadoras bancarias y fue mencionada en la revista Inventive Age en febrero de 1905. Duncan fue reconocida como una de las muchas mujeres que trabajaron en la era de la tecnología antes de la computadora real. Estaba casada con el inventor James Eugene Duncan y, aunque se creía que él era el único inventor de la familia, los relatos escritos de su nieta indicaban que ella ayudó a su esposo con numerosos inventos.
Basándose en su propia declaración escrita, recogida en la solicitud de patente original, afirmó que su objetivo era proporcionar una "estructura simple y fácilmente comprensible con la que los cálculos que normalmente requieren un tiempo y un cuidado considerables se puedan realizar con precisión y rapidez". El otro objetivo de su invención era “proporcionar un dispositivo, similar al anterior, en el que las partes puedan sustituirse fácilmente, de modo que se puedan realizar cálculos de diferentes tipos”.
El primer aparato estaba destinado a calcular el interés de 1 al seis, siete u ocho por ciento. La calculadora fue diseñada por primera vez para ser utilizada fácilmente por cualquier matemático, pero su patente original proporcionó una ilustración detallada de dos aparatos con detalles que explican cómo operaría la calculadora. La invención fue diseñada más específicamente para la computación en cientos.
En 1904, recibió otra patente por una invención relacionada con mejoras en calculadoras. El objetivo de esta invención era mejorar la construcción de calculadoras de tiempo y proporcionar un dispositivo más duradero diseñado principalmente para determinar el número de días entre dos fechas cualesquiera dentro de un año con absoluta precisión.